# Erik Hoftun
Erik Hoftun, né le 3 mars 1969 Kyrksæterøra, Norvège, est un footballeur norvégien, qui évoluait au poste de défenseur central au Rosenborg BK et en équipe de Norvège.
Hoftun n'a marqué aucun but lors de ses trente sélections avec l'équipe de Norvège entre 1997 et 2002.

## Carrière
- 1987-1991 : KIL/Hemne
- 1992-1993 : Molde FK
- 1994-2005 : Rosenborg BK
- 2005-2007 : FK Bodø/Glimt

## Palmarès

### En équipe nationale
- 30 sélections et 0 but avec l'équipe de Norvège entre 1997 et 2002.
- Participation à la coupe du monde 1998.

### Avec Rosenborg BK
- Vainqueur du Championnat de Norvège de football en 1994, 1995, 1996, 1997, 1998, 1999, 2000, 2001, 2002, 2003 et 2004.
- Vainqueur de la Coupe de Norvège de football en 1995, 1999 et 2003.